# Comuna Ceaplînka, Petrîkivka
Ceaplînka (în ucraineană Чаплинка) este o comună în raionul Petrîkivka, regiunea Dnipropetrovsk, Ucraina, formată din satele Ceaplînka (reședința) și Uleanivka.

## Demografie
Componența lingvistică a satului Ceaplînka
     Ucraineană (95,22%)
     Rusă (4,33%)
     Alte limbi (0,28%)
Conform recensământului din 2001, majoritatea populației satului Ceaplînka era vorbitoare de ucraineană (95,22%), existând în minoritate și vorbitori de rusă (4,33%).